# وگاما پایین
وگاما پایین (به لاتین: Wegama Lower) یک منطقهٔ مسکونی در سری‌لانکا است که در استان مرکزی (سری‌لانکا) واقع شده‌است.